# Erich Schriever
Erich Walter Schriever (ur. 6 sierpnia 1924, zm. 29 kwietnia 2020) – szwajcarski wioślarz, srebrny medalista olimpijski.
Wystąpił na igrzyskach olimpijskich w Londynie w 1948 roku, gdzie osada Szwajcarii w składzie: Rudolf Reichling, Erich Schriever, Émile Knecht, Peter Stebler i André Moccand (sternik) wywalczyła srebrny medal w czwórkach ze sternikiem. W finale o 3 sekundy przegrali z osadą Stanów Zjednoczonych, a o 5,3 sekundy wyprzedzili Duńczyków. Był to jego jedyny start olimpijski.
Na mistrzostwach Europy w Kopenhadze (1953) zdobył złoty medal w dwójkach podwójnych. W tej samej konkurencji był drugi na mistrzostwach Europy w Amsterdamie (1954). Ponadto zajął trzecie miejsce w ósemce na mistrzostwach Europy w Lucernie (1947). 